# ZNF436
ZNF436‏ (Zinc finger protein 436) هوَ بروتين يُشَفر بواسطة جين ZNF436 في الإنسان.

## وصلات خارجية
- تفاصيل أكثر عن ZNF436 على موقع متصفح جينوم جامعة كاليفورنيا سانتا كروز [الإنجليزية].